# Lohn (Schaffhausen)
Lohn é uma comuna da Suíça, no Cantão Schaffhausen, com cerca de 646 habitantes. Estende-se por uma área de 4,87 km², de densidade populacional de 133 hab/km². Confina com as seguintes comunas: Bibern, Büttenhardt, Opfertshofen, Stetten, Thayngen.
A língua oficial nesta comuna é o alemão.